# Macroplectra albescens
Macroplectra albescens är en fjärilsart som beskrevs av George Francis Hampson 1910. Macroplectra albescens ingår i släktet Macroplectra och familjen snigelspinnare. Inga underarter finns listade i Catalogue of Life.